# Cathrine Hasse
Cathrine Hasse (født 1956) er cand.scient.anth. og har siden 2003 været professor med særlige opgaver i kulturantropologi og læring ved Aarhus Universitet. Hendes forskningsfelt er især krydsfeltet mellem kultur, læring og teknologi .
Cathrine Hasse har været tilknyttet adskillige universiteter som forskningsprofessor (bl.a. Oxford University 2013) og har desuden været tilknyttet Det Danske Institut for Videnskab og Kunst i Rom i forbindelse med sin tværvidenskabelige forskning i naturvidenskabens kulturelle dimensioner. Cathrine Hasse har været forskningsleder for adskillige internationale tværvidenskabelige forskningssatsninger (bl.a. EU-projektet Understanding Puzzles in the Gendered European Map 2005-2008) og det dansk-italienske forskningsprojekt The Cultural Dimensions of Science (2002-2005) og senest det tværvidenskabelige teknologiprojekt Technucation (2011-2015) om teknologiforståelse.
Hun har desuden været klummeskriver for Dagbladet Information og medlem af bestyrelsen af Danmarks Pædagogiske Universitet (2000-2001), Foreningen for Kønsforskning (2000-2002) og bistandsorganisationen IBIS (1990-1992). Hun har siden 2009 været medlem af censorkorpset på antropologiuddannelsen i København og siden 2012 medlem af censorkorpset på tekno-antropologi på Aalborg Universitet. Siden 2009 har hun desuden været medlem af forskningsudvalget i AC (Akademikernes Centralorganisation) samt medlem af forskningsudvalget på Professionshøjskolen Metropol - Metropolitan University College.
Hasse blev i 1994 kandidat i antropologi fra Københavns Universitet, hvor hun i 1996 blev tildelt et ph.d.-stipendium. I 2000-2001 blev hun tilknyttet Danmarks Humanistiske Forskningscenter i København. I 2002 blev hun lektor på Danmarks Pædagogiske Universitet, og i 2009 blev hun professor MSO på Institut for Uddannelse og Pædagogik, Aarhus Universitet, hvor hun fra 2013 er blevet leder af forskningsprogrammet Fremtidsteknologi, Kultur og Læring placeret i Emdrup, København.

## Udvalgte udgivelser
- Søndergaard, K. D., & Hasse, C. (Eds.) (2012). Teknologiforståelse: på skoler og hospitaler. (1 ed.) Aarhus: Aarhus Universitetsforlag [6]
- Høyrup, S., Bonnafous-Boucher, M., Hasse, C., Lotz, M., & Møller, K. V. (2012). Employee-Driven Innovation: A New Approach]. London: Palgrave Macmillan [7]
- Hasse, C. (2011). Kulturanalyser i organisationer. Begreber, metoder og forbløffende læreprocesser København: Forlaget Samfundslitteratur. [8]
- Hasse, C. (2008). Kulturpsykologi - Kulturens rolle, København: Forlaget Frydenlund. [9]
- Hasse, C. (2002). Kultur i bevægelse: Fra deltagerobservation til kulturanalyse - i det fysiske rum, København: Forlaget Samfundslitteratur. [10]